# Eucharidema euanthes
Eucharidema euanthes är en fjärilsart som beskrevs av Louis Beethoven Prout 1916. Eucharidema euanthes ingår i släktet Eucharidema och familjen mätare. Inga underarter finns listade i Catalogue of Life.